# Palais Rokoko (Prague)
 (juillet 2023).
Si vous disposez d'ouvrages ou d'articles de référence ou si vous connaissez des sites web de qualité traitant du thème abordé ici, merci de compléter l'article en donnant les références utiles à sa vérifiabilité et en les liant à la section « Notes et références ».
Le palais Rokoko (également appelé Šupichovy domy, Maisons Šupich) est un complexe de trois bâtiments multifonctionnels construits en style Art déco situés sur la place Venceslas, à Prague. Conçu par l'architecte Emil Králíček de 1912 à 1916, le bâtiment occupe le coin de la place Venceslas et de la rue Štěpánská, il est ensuite relié au palais Lucerna par un passage. Le palais a été construit sur ordre du riche avocat et homme d'affaires de Prague Josef Šupich le Jeune. Le bâtiment est protégé comme monument culturel de la République tchèque depuis le 12 décembre 1995.

## Histoire
Le bâtiment officiel a été construit entre 1912 et 1916 sur un grand terrain d'angle laissé vacant par la démolition du palais baroque d'Aehrenthal du début du XVIIe siècle. Le déclenchement de la Première Guerre mondiale au milieu de 1914 a retardé la construction des maisons Šupich. La construction a eu lieu en même temps que les travaux de construction du palais Lucerna, les deux bâtiments ont été reliés par une galerie marchande après l'achèvement.
Dans le sous-sol de l'aile est du palais face à la place Venceslas, le théâtre Rokoko fonctionne depuis l'ouverture du palais, où un certain nombre d'artistes de théâtre tchèques célèbres se sont produits, dès les premières années, par exemple Karel Hašler, Eduard Bass, Ferenc Futurista, Vlasty Buriana ou le théâtre en bois de Jiří Trnka.

## Description
Le palais de six étages est construit dans le style art déco. Le bâtiment est dominé par un angle central arrondi avec des balcons formant le portail du bâtiment, qui est complété par deux ailes symétriques. Les portails d'entrée massifs sont symétriques dans les deux bâtiments, la disposition des fenêtres et des façades est différente. La structure du bâtiment a été créée en béton armé, la façade et les corniches sont ornées de mascarons art déco.

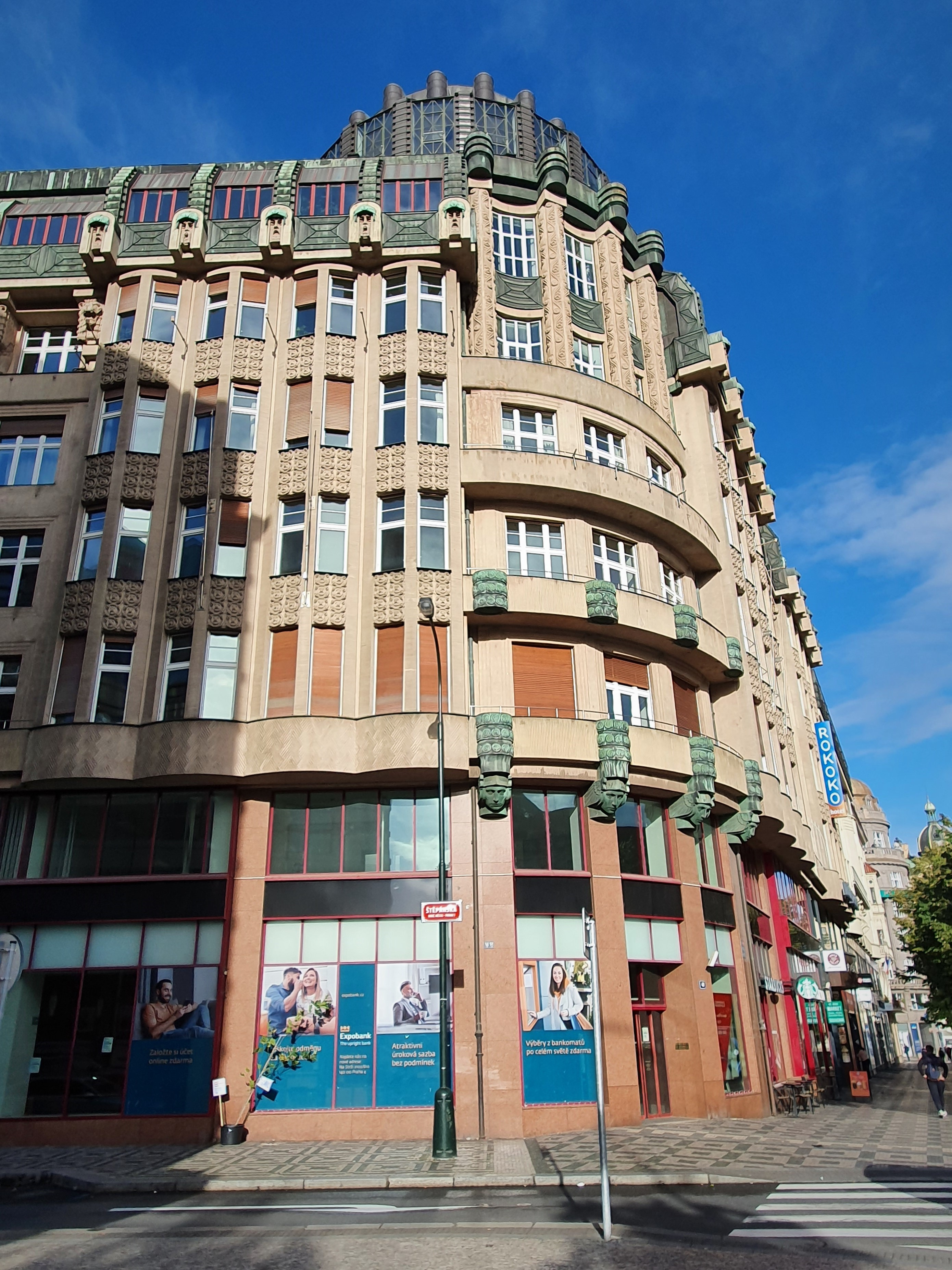
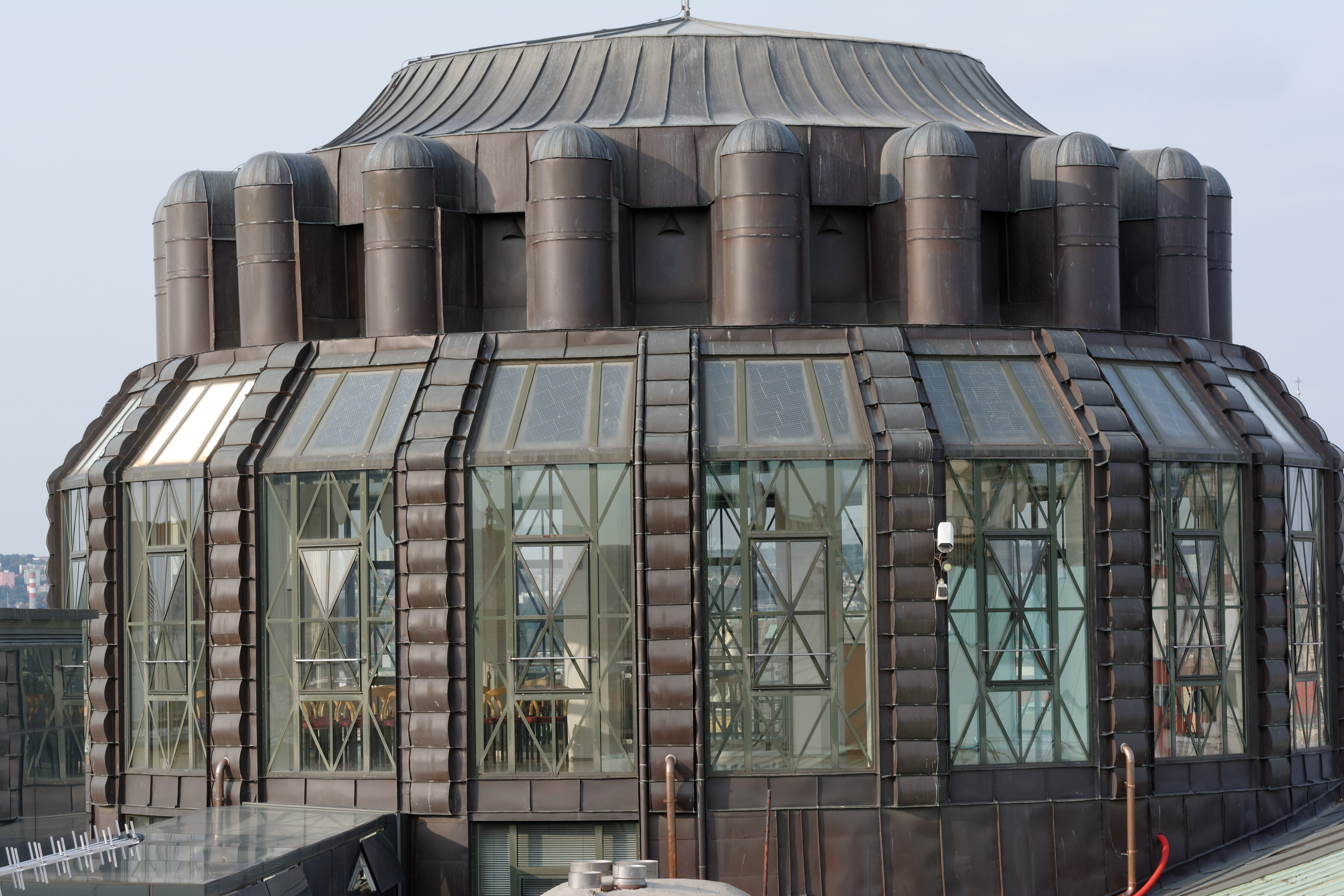
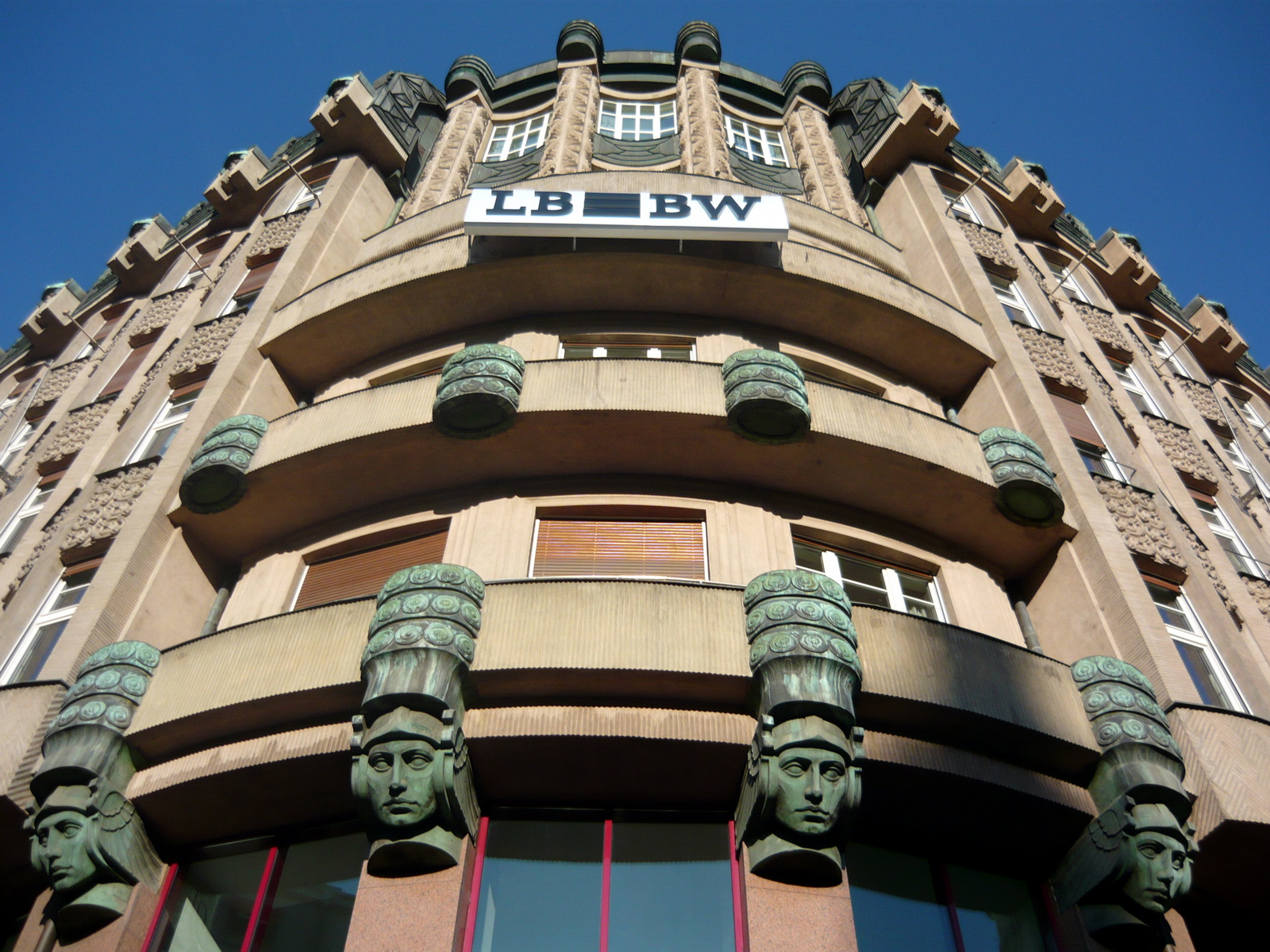
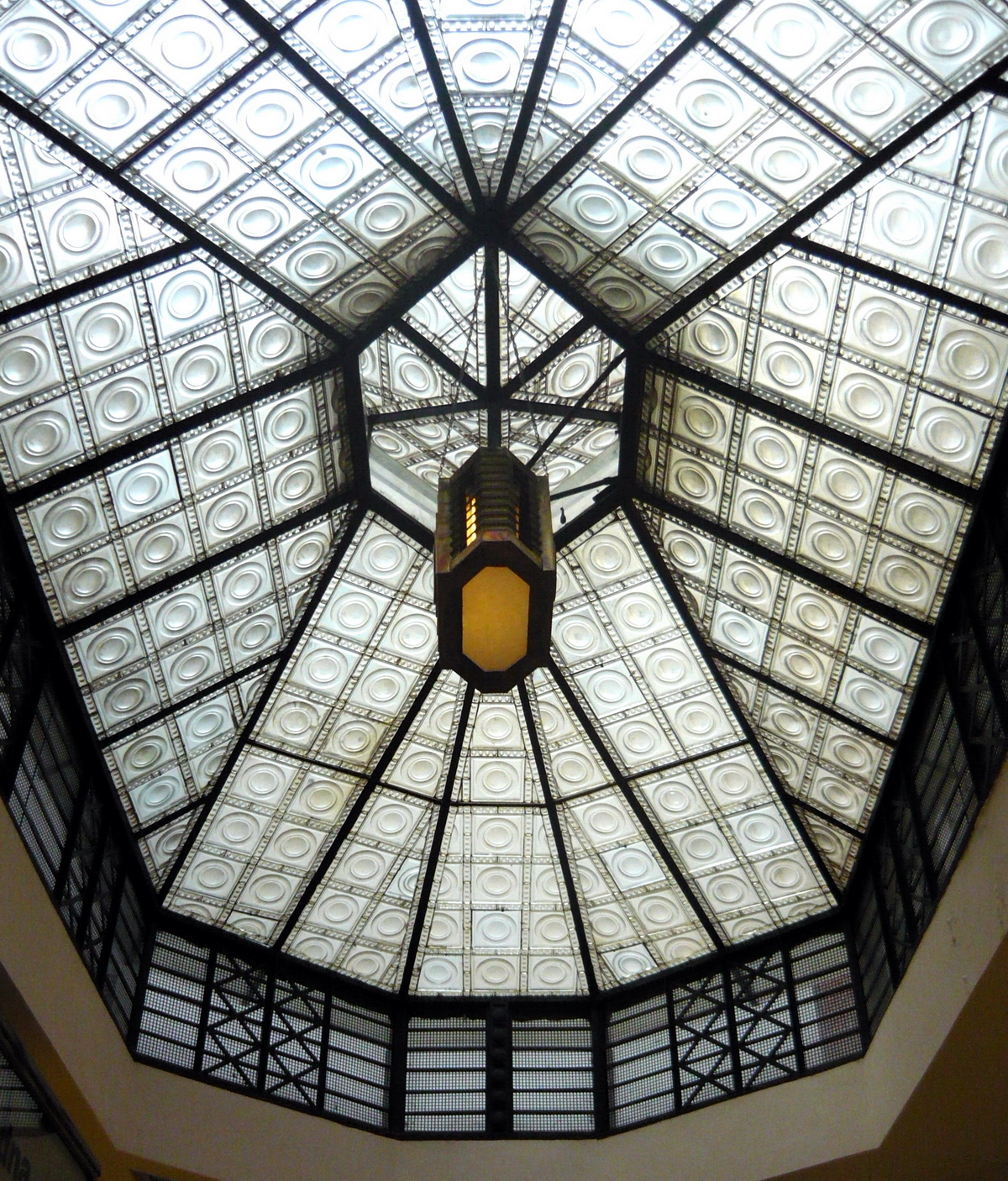
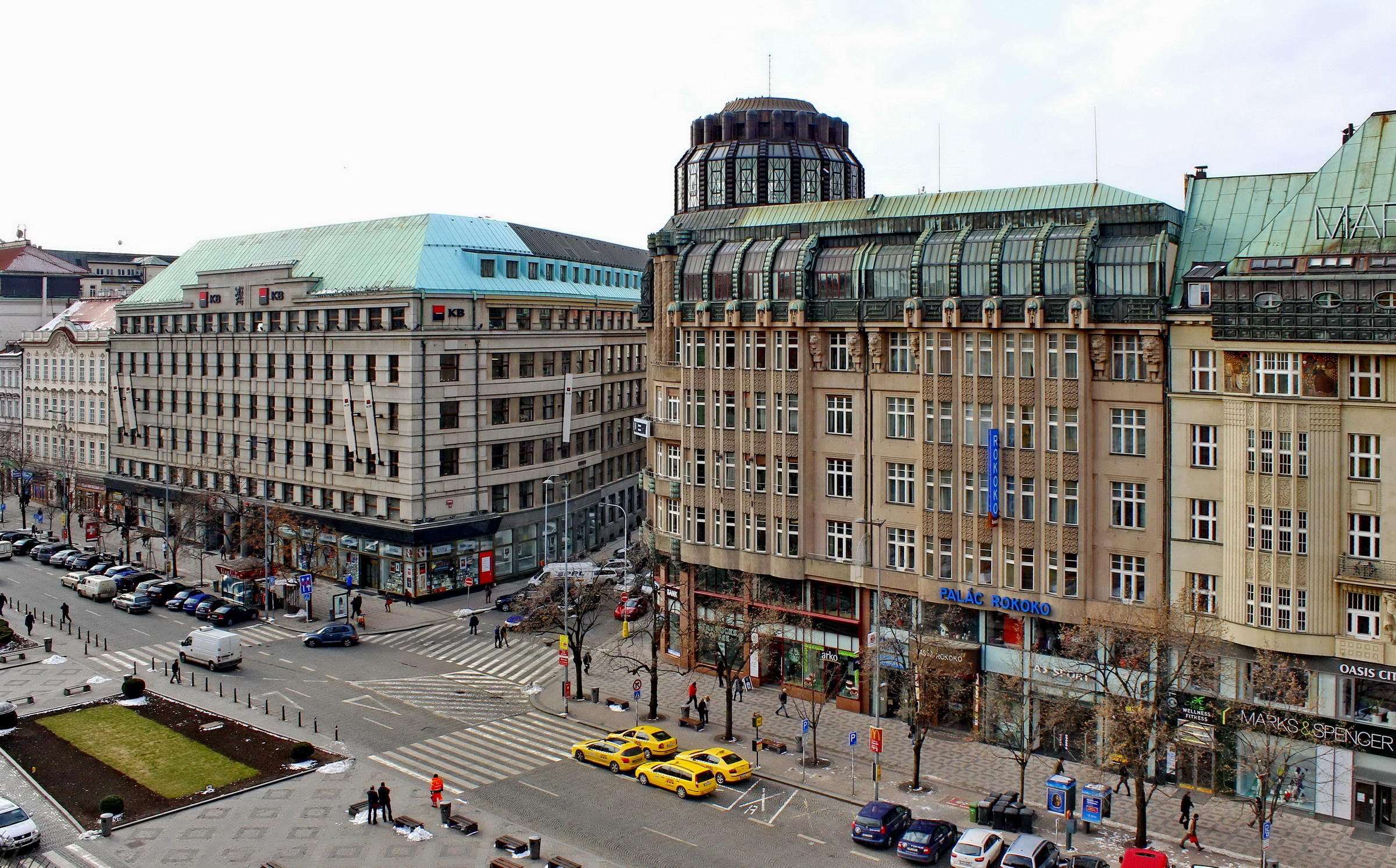